# ITunes Live from London (EP de Snow Patrol)
iTunes Live From London é um EP com seis músicas da banda de rock alternativo Snow Patrol, lançado em 19 de Fevereiro de 2009. Todas as músicas foram apresentadas em uma performance ao vivo e acústica e são geitas como um single.
Em 22 de Janeiro, foi anunciado que Snow Patrol iria tocar em um show especial na Loja da Apple, o iTunes na Regent Street em Londres no dia 13 de Fevereiro, que eles iriam disponibilizar para fownload como um exclusivo EP ao vivo uma semana depois.
Xfm transmitiu a performance completa em 21 de Fevereiro como parte da Xfm Live Hour. 
Em 1 de Março de 2009, o Xfm não pode mais disponibilizar o show online.

## Tracklist
1. "Crack the Shutters" - 3:54
2. "Run" - 4:44
3. "If There's a Rocket Tie Me to It" - 3:49
4. "The Golden Floor" - 3:17
5. "Shut Your Eyes" - 6:57
6. "Chocolate" - 3:56

## Músicas não incluídas
Três músicas que foram tocadas não foram para a versão final do EP. Elas são "Chasing Cars", "Take Back the City" e "Set the Fire to the Third Bar".